# Hydnangium
Genre
Hydnangium  est un genre de champignons hypogés de la famille des  Hydnangiaceae.

## Description
Au stade initial, le champignon présente un pied et un chapeau, ensuite il se présente sous une forme de masse fructifère similaire à une truffe. Sa paroi externe (péridium) est fine et membraneuse, d'abord plutôt claire, puis sombre. La gleba est molle et charnue, les basidiospores sont portées par de longs stérigmates.

## Quelques espèces
- Hydnangium aurantiacum
- Hydnangium carneum
- Hydnangium densum
- Hydnangium macalpinei